# Teatro Municipal de Toledo
O Teatro Municipal de Toledo é um espaço cultural público do município de Toledo, região oeste do estado brasileiro do Paraná.
O local é utilizado para apresentações artísticas, como a Escola de Dança Lilian Moema e a Orquestra de Câmara de Toledo. Com uma área construída de 2.974,18 m², capacidade para 1.022 espectadores e 400 m² de palco no estilo italiano, também proporciona exposições de artes e eventos similares no seu hall de entrada.

## Histórico
Construído no prazo de um ano e dez meses após o lançamento da pedra fundamental, utilizou recursos do município, do Estado do Paraná e do Ministério da Cultura, sendo inaugurado em 26 de novembro de 1999 com um concerto da Camerata Antiqua de Curitiba.
Por vários anos foi considerado o segundo maior teatro do estado, mas com a inauguração do teatro de Cascavel, em 2015, perdeu uma posição, ficando em terceiro no ranking do Paraná.